# Plestiodon stimpsonii
Plestiodon stimpsonii är en ödleart som beskrevs av  Thompson 1912. Plestiodon stimpsonii ingår i släktet Plestiodon och familjen skinkar. Inga underarter finns listade i Catalogue of Life.